# 라메차 기르마
라메차 기르마(암하라어: ለሜቻ ግርማ, 2000년 11월 26일~)는 에티오피아의 육상 선수로 주 종목은 장애물달리기이다. 2020년 하계 올림픽 남자 3000m 장애물 종목 은메달을 획득했으며 세계 선수권 대회에서 은메달 3개를 획득했다. 

## 경력
2000년 오로미아주 아셀라에서 태어났으며 2019년에 에티오피아 장애물 경주 청소년, 성인 국가대표로 발탁되었다. 그 해 4월 코트디부아르 아비장에서 열린 2019년 아프리카 주니어 선수권 대회에 참가하여 8분 48.56초의 기록으로 3000m 장애물 종목 동메달을 획득했다. 그 해 10월 카타르 도하에서 열린 2019년 세계 선수권 대회에서 3000m 장애물 종목에 출전했으며 8분 01.36초의 기록으로 케냐의 콘세슬러스 키프루토의 뒤를 이어 은메달을 획득했다. 이 대회에서 세운 기록은 에티오피아 신기록이다.
2021년 7월 일본 도쿄에서 열린 2020년 하계 올림픽에 에티오피아 국가대표로 참가했고 3000m 장애물 예선 1조에서 8분 09.83초의 기록으로 개최국 일본의 미우라 류지와 케냐의 벤저민 키겐을 제치고 조 1위를 달성했다. 결승에서는 8분 10.38초의 기록으로 모로코의 수피안 엘바칼리의 뒤를 이어 은메달을 획득했다.
2022년 3월 베오그라드에서 열린 2022년 세계 실내 선수권 대회에서 7분 41.63의 기록으로 대표팀 동료인 셀레몬 바레가의 뒤를 이어 은메달을 획득했다. 같은 해 7월 미국 유진에서 열린 2022년 세계 선수권 대회에 참가했고 8분 26.01초의 기록으로 모로코의 엘바칼리의 뒤를 이어 두번째 세계 선수권 대회 은메달을 획득했다. 이듬해인 2023년 8월에는 헝가리 부다페스트에서 열린 2023년 세계 선수권 대회에 참가하여 8분 05.44초의 기록으로 엘바칼리의 뒤를 이어 은메달을 획득했다.
2024년 8월 기르마는 프랑스 파리에서 열린 자신의 두 번째 올림픽인 2024년 하계 올림픽에 참가했으며 3000m 장애물 경기 도중 세번째 장애물에 부딫혀 넘어지는 부상을 당했다. 당시 그는 의식을 잃어 병원으로 후송되면서 기권했다.